# 蘇士亮
蘇士亮（そ・しりょう、1950年9月 - ）は中国人民解放軍の軍人。中国人民解放軍海軍副司令員を務めた。出生地、籍貫地は、共に山東省益都県。最終階級は海軍中将。

## 略歴
1950年9月に山東省益都県に生まれる。海軍北海艦隊駆逐艦第1支隊支隊長、青島保障基地参謀長、北海艦隊副参謀長、海軍指揮学院院長、南京軍区副参謀長、済南軍区副司令員兼北海艦隊司令員、広州軍区副司令員兼南海艦隊司令員、海軍参謀長、海軍副司令員などを歴任する。党職は、中国共産党第17期中央委員会候補委員を務めた。

## 年表
- 1995年12月 青島保障基地参謀長
- 1998年03月 北海艦隊副参謀長
- 2000年04月 海軍指揮学院院長
- 2002年01月 南京軍区副参謀長
- 2006年04月 済南軍区副司令員兼北海艦隊司令員
- 2007年07月 海軍中将
- 2007年12月 広州軍区副司令員兼南海艦隊司令員
- 2009年01月 海軍参謀長
- 2010年12月 海軍副司令員
- 2014年1月 海軍副司令員を離任し、除隊。